# Pepe Auth
Pepe Auth Stewart (né en 1957 à Santiago du Chili) est un politique chilien ,ex-président et ex-mililtant du Parti pour la démocratie, élu député en 2009. Sociologue, il a été ambassadeur du Chili en Suède (2000-2004).

## Biographie
Nommé José Auth Stewart, il a changé son nom en 1997 en Pepe Auth, tous le connaissant sous ce nom, afin que ce dernier apparaisse sur les bulletins de vote. Il vécut de neuf à douze ans en Terre de Feu, où son père exerçait la médecine pour les ouvriers de l'entreprise publique de pétrole ENAP. 
Il est entré en 1974 à l'Université du Chili pour devenir vétérinaire, puis étudia en parallèle la psychologie, qu'il abandonna par la suite. Directeur de théâtre à l'Université, il s'exila en France sous la dictature de Pinochet, obtenant un doctorat de sociologie à l'EHESS .
Jeune, il militait aux Jeunesses socialistes, mais s'en écarta lors de la scission du Parti socialiste en 1979. Il mit fin à son exil en février 1988, alors que la transition démocratique commençait à s'amorcer. Il occupa plusieurs fonctions importantes au Parti pour la démocratie, dont celle de président, vice-président, et secrétaire général. Actuellement directeur d'études électorales à la Fondation Chile 21, il a été élu député en décembre 2009, en 2013 et 2017. 

## Source originale
- (es) Cet article est partiellement ou en totalité issu de l’article de Wikipédia en espagnol intitulé « Pepe Auth » (voir la liste des auteurs).